# Ginnastica ai Giochi della I Olimpiade - Volteggio

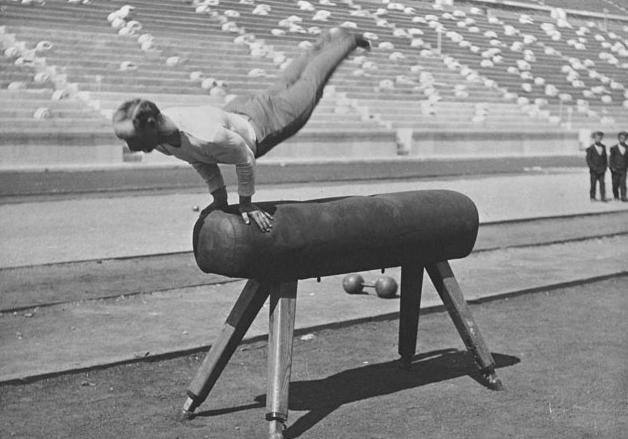
Il tedesco Carl Schuhmann al volteggio

La gara di volteggio dei Giochi della I Olimpiade fu uno degli otto eventi sportivi, riguardanti la ginnastica dei primi Giochi olimpici moderni, tenutosi ad Atene, il 9 aprile 1896.
Hanno partecipato alla competizione 15 atleti provenienti da cinque nazioni. La gara, che si tenne nell'arena dello Stadio Panathinaiko di Atene era riservata ai soli atleti maschi, come tutte le competizioni dell'Olimpiade di Atene 1896.

## Risultati
Ogni atleta aveva a disposizione due minuti, durante i quali poteva eseguire il numero di salti che desiderava. La vittoria andò al popolarissimo Schuhmann, che venne festeggiato con un'ovazione.
| Posizione | Atleta              | Paese    |
| --------- | ------------------- | -------- |
|           | Carl Schuhmann      | Germania |
|           | Louis Zutter        | Svizzera |
|           | Hermann Weingärtner | Germania |
| ?         | Conrad Böcker       | Germania |
| ?         | Charles Champaud    | Svizzera |
| ?         | Alfred Flatow       | Germania |
| ?         | Gustav Flatow       | Germania |
| ?         | Georg Hillmar       | Germania |
| ?         | Gyula Kakas         | Ungheria |
| ?         | Fritz Manteuffel    | Germania |
| ?         | Karl Neukirch       | Germania |
| ?         | Richard Röstel      | Germania |
| ?         | Gustav Schuft       | Germania |
| ?         | Henrik Sjöberg      | Svezia   |
| ?         | Dezső Wein          | Ungheria |